# Slovenský cestovní pas

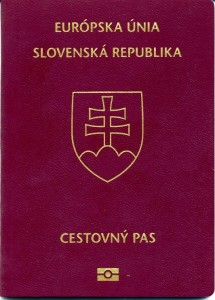
Slovenský cestovní pas (vzor 2008)

Slovenský cestovní pas je cestovní doklad na žádost vydávaný občanovi Slovenské republiky jako primární identifikační doklad pro cesty do zahraničí. Pas lze použít i jako doklad potvrzující slovenské občanství a jako osobní doklad totožnosti při většině vnitrostátních úkonů vyžadujících předložení dokladu totožnosti. Pas je majetkem Slovenské republiky. Občan může mít maximálně dva platné pasy současně. 
Platné cestovní pasy Slovenské republiky jsou vydávány na základě zákona č.j. 647/2007 Sb. o cestovních dokladech a o změně a doplnění některých zákonů ve znění pozdějších předpisů. 
Při cestách v rámci Evropské unie lze místo pasu použít občanský průkaz.

## Vízové požadavky

Slovensko
Svoboda pohybu
Vízum není třeba
Vízum udělována při příjezdu
eVisa
Vízum dostupné při příjezdu i online
Vízum nutné předem